# 田鹿千華
田鹿 千華（たじか ちか、1965年1月30日 - ）は、元フリーアナウンサー。
宮城県仙台市出身。夫は、落語家の林家たい平。

## 人物
宮城県第二女子高等学校（現・宮城県仙台二華中学校・高等学校）、東北学院大学法学部卒業後、リクルートホールディングスに入社。人材開発部採用担当、広報室に勤務した。
リクルート退社後は、友田 幸岐（ともだ みゆき）の芸名でNHK-BSの初代スポーツキャスターに就任。『Jリーグアワー』、『Jリーグダイジェスト』、『ワールドカップサッカー』などJリーグ草創期のサッカーキャスターとして活動した。『ワールドカップサッカー』ではドーハの悲劇と呼ばれた一戦を、この試合でNHK-BSの解説を務めていた岡田武史（のち日本代表監督）と進行した経験を持つ。その後、大橋巨泉事務所（現・オーケープロダクション）に所属し、芸能活動を続けた。
1996年に落語家の林家たい平（本名：田鹿明）と結婚、主婦業（かつ落語家のおかみさん）に専念。現在、たい平事務所（夫の個人事務所）代表。2011年には、母校（宮城県第二女子高等学校）の同窓会「二華会」・東京支部総会で代表幹事役を務めた。
たい平がレギュラー出演している『笑点』（日本テレビ系列）の大喜利で「恐妻」として度々名前が出されている。
東日本大震災では自身のおじを亡くした事もあり、たい平は宮城県で慰問を兼ねた救援活動を行っている。

## 過去の担当番組
- Jリーグアワー - NHK BS1、1993年 - 時期不明
- Jリーグダイジェスト - NHK BS1、1993年 - 時期不明
- ワールドカップサッカー - NHK BS1、1993年 - 時期不明
- 小倉智昭の夕焼けアタックル - 文化放送
- クローズアップにっぽん - TBSラジオ、芳村真理の代理
- 羽生善治将棋の時間 - NHK総合

他